# 코미페르먀크어
코미-페르먀크어(Komi-Permyak)는 코미-지랸어와 함께 코미어의 양대 방언 중 하나로, 페름 변경주 등에서 사용된다. 코미페르먀크어는 코미지랸어, 우드무르트어와 함께 페름어군에 속해 있다. 키릴 문자를 사용하고, 코미페르먀크 자치구가 있었던 때에는 러시아어와 함께 공용어로 지정되어 있었다.

## 표기
키릴 문자: А/а, Б/б, В/в, Г/г, Д/д, Е/е, Ё/ё, Ж/ж, З/з, И/и, І/і, Й/й, К/к, Л/л, М/м, Н/н, О/о, Ӧ/ӧ, П/п, Р/р, С/с, Т/т, У/у, Ф/ф, Х/х, Ц/ц, Ч/ч, Ш/ш, Щ/щ, Ъ/ъ, Ы/ы, Ь/ь, Э/э, Ю/ю, Я/я